# Paul Weyer
Paul Weyer (* 18. April 1887 in Berlin; † 12. Oktober 1943 ebenda) war ein kommunistischer Politiker und Gewerkschaftsfunktionär.

## Leben
Der gelernte Schlosser trat 1910 in die SPD ein und übernahm im Deutschen Metallarbeiter-Verband (DMV) verschiedene Funktionen. 1917 trat Weyer zur neu gegründeten USPD über und gehörte 1918/19 zu den Revolutionären Obleuten und war während der Novemberrevolution Mitglied des Arbeiter- und Soldatenrates in Berlin. 1920 gehörte Weyer zum linken USPD-Flügel, welcher sich mit der KPD zusammenschloss. Innerhalb der KPD gehörte Weyer zum „linken“ Flügel um Ruth Fischer und Arkadi Maslow, nahm als Delegierter am siebten und neunten Parteitag 1919 und 1923 teil und wurde 1922 Mitglied der Bezirksleitung des „linken Bezirkes“ Berlin-Brandenburg.
1923 wurde Weyer aus dem DMV ausgeschlossen und rief einen selbständigen kommunistischen Metallarbeiterverband, zunächst Union Metall, ab März 1924 Deutscher Industrieverband, Gruppe Metall ins Leben, welchen er leitete. Nach einer Umorientierung der KPD-Führung um Fischer und Maslow, welche nun die Auflösung eigenständiger kommunistischer Gewerkschaften und die Mitarbeit in ADGB-Verbänden zur Parteilinie erklärten, wurde Weyer im September 1924 gemeinsam mit Wilhelm Schumacher und Paul Kaiser unter dem Vorwurf des „Disziplinbruches“ und der „Sabotage“ gegen starke Proteste innerhalb der Berliner Parteiorganisation aus der KPD ausgeschlossen; Weyer bezeichnete in diesem Zusammenhang die KPD als „diktatorisch“ und als „schlimmer als die SPD“. Gemeinsam mit anderen aus der KPD ausgeschlossenen Gewerkschaftern konstituierte sich nun der von Weyer geführte Deutsche Industrieverband (DIV).
Gegen Ende der 1920er Jahre näherte sich Weyer wieder der SPD an und war in verschiedenen gewerkschaftlichen Bereichen tätig, nach der Machtübernahme der NSDAP 1933 war er wieder als Metallarbeiter beschäftigt.